# قاسم‌آباد (گلستان)
قاسم‌آباد روستایی در دهستان ملک‌آباد بخش گلستان شهرستان سیرجان استان کرمان ایران است.

## جمعیت
بر پایه سرشماری عمومی نفوس و مسکن در سال ۱۳۹۵ جمعیت این مکان ۴۹۸ نفر (۱۴۹خانوار) بوده‌است.